# Vanja Perišić
Vanja Perišić (Split, 5. srpnja 1985.), hrvatska atletičarka.
Natjecala se na Olimpijskim igrama 2008. u utrci na 800 metara. Osvojila je 35. mjesto.
Bila je članica splitskog ASK-a i zagrebačkog Dinamo-Zrinjevca.